# Kathryn Bolkovac
Kathryn Bolkovac (Ohio, 1961) è una ex investigatrice della polizia americana del Nebraska.
Ha lavorato come istruttrice nella Forza di Polizia Internazionale delle Nazioni Unite (UN International Police Force)

## Biografia
Originariamente assunta dalla DynCorp Aerospace, una sussidiaria britannica della statunitense DynCorp, nel quadro di un contratto di affiliazione all'ONU, intentò in seguito una causa in Gran Bretagna contro la stessa DynCorp per licenziamento irregolare a causa della diffusione di informazioni riservate (whistleblowing). Il 2 agosto 2002 un tribunale britannico si pronunciava unanimemente in suo favore. La DynCorp aveva sottoscritto un contratto da 15 milioni di dollari per assumere e formare agenti di polizia da impiegare in Bosnia, fino al momento in cui la Bolkovac rivelò che tali agenti venivano pagati per coprire la prostituzione ed addirittura partecipavano attivamente al traffico sessuale. Parecchi di questi furono quindi costretti a dimettersi sotto le accuse ed i pesanti sospetti di attività illegale, ma nessuno di loro venne realmente perseguito, visto che godevano anche della immunità diplomatica in Bosnia. Madeleine Rees, un'importante avvocato ed attuale Segretario Generale della Lega Internazionale delle Donne per la Pace e la Libertà (Women's International League for Peace and Freedom) testimoniò in suo favore.
La sua esperienza vissuta in Bosnia ed Erzegovina, sono state raccontate e interpretate da Rachel Weisz nel film The Whistleblower, realizzato nel 2010. A seguito di una proiezione del film The Whistleblower, il Segretario generale dell'ONU Ban Ki-moon ha aperto un dibattito sullo sfruttamento e l'abuso sessuale in situazioni di conflitto e post-conflitto. Il regista del film e alti funzionari delle Nazioni Unite affrontarono le questioni sollevate nel film, tra cui il traffico di esseri umani e la prostituzione forzata, così come lo sforzo dell'Organizzazione per combattere lo sfruttamento sessuale di donne e bambini. La Bolkovac è anche coautrice nel 2011 di un libro con Cari Lynn The Whistleblower: Sex Trafficking, Military Contractors and One Woman's Fight for Justice. Vive tra Lincoln e Amsterdam.